# 費爾維尤 (伊利諾伊州)
費爾維尤（英語：Fairview）是位於美國伊利諾伊州富爾頓縣的一個村落。

## 地理
費爾維尤的座標為40°30′10″N 90°10′09″W / 40.50278°N 90.16917°W，而該地最高點為海拔高度225米（即738英尺）。

## 人口
根據2010年美國人口普查的數據，費爾維尤的面積為11.11平方千米，當中陸地面積為10.92平方千米，而水域面積為0.19平方千米。當地共有人口522人，而人口密度為每平方千米46人。